# Tina Live
Tina Live je album uživo američke pjevačice Tine Turner. Sniman je na turneji Tina!: 50th Anniversary Tour.

## Popis pjesama

### CD
1. "Steamy Windows" - 4:26
2. "River Deep – Mountain High" - 3:53
3. "What You Get Is What You See" - 4:02
4. "Better Be Good to Me" - 6:25
5. "What's Love Got to Do with It" - 3:39
6. "Private Dancer" - 6:29
7. "We Don't Need Another Hero (Thunderdome)" - 5:10
8. "Let's Stay Together" - 4:07
9. "Jumpin' Jack Flash"  - 1:47
10. "It's Only Rock 'n Roll (But I Like It)" (s Lisom Fischer) - 3:22
11. "GoldenEye" - 4:07
12. "Addicted to Love" - 4:53
13. "The Best" - 5:06
14. "Proud Mary" - 9:51
15. "Nutbush City Limits" - 7:34

### DVD
1. "Introduction Music" (instrumental)
2. "Steamy Windows"
3. "Typical Male"
4. "River Deep – Mountain High"
5. "What You Get Is What You See"
6. "Better Be Good to Me"
7. "Ninja Chase" (instrumental)
8. "Acid Queen"
9. "What's Love Got to Do with It"
10. "What's Love Got to Do with It" (s publikom)
11. "Private Dancer"
12. "Weapons Sequence" (instrumental)
13. "We Don't Need Another Hero (Thunderdome)"
14. "Help!"
15. "Let's Stay Together"
16. "Undercover Agent for the Blues"
17. "I Can't Stand the Rain"
18. "Jumpin' Jack Flash"
19. "It's Only Rock 'n Roll (But I Like It)" (s Lisom Fischer)
20. "Flamenco/009 Encounter" (instrumental)
21. "GoldenEye"
22. "Addicted to Love"
23. "The Best"
24. "Proud Mary"
25. "Nutbush City Limits"
26. "Be Tender with Me Baby"